# William F. Birch

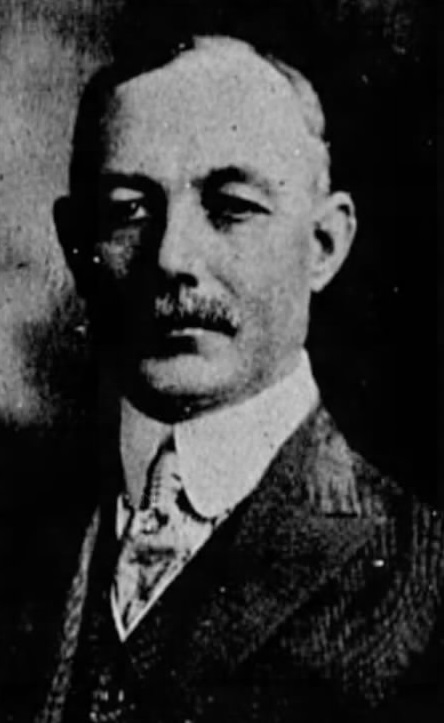
William F. Birch, 1918

William Fred Birch (* 30. August 1870 in Newark, New Jersey; † 25. Januar 1946 in Glen Ridge, New Jersey) war ein US-amerikanischer Politiker. In den Jahren 1918 und 1919 vertrat er den Bundesstaat New Jersey im US-Repräsentantenhaus.

## Werdegang
William Birch besuchte die öffentlichen Schulen in Dover, wohin er 1874 mit seinen Eltern gezogen war. Anschließend besuchte er die New Jersey State Model School und dann bis 1887 das Coleman’s Business College in Newark. Danach arbeitete er unter anderem im Kaminbau. Gleichzeitig begann er als Mitglied der Republikanischen Partei eine politische Laufbahn. Einige Jahre lang gehörte er dem Stadtrat von Dover an. Zwischen 1910 und 1912 saß er in der New Jersey General Assembly.
Nach dem Tod des Agressabgeordneten John H. Capstick wurde Birch bei der fälligen Nachwahl für den fünften Sitz von New Jersey als dessen Nachfolger in das US-Repräsentantenhaus in Washington, D.C. gewählt, wo er am 5. November 1918 sein neues Mandat antrat. Da er bei den regulären Kongresswahlen des Jahres 1918 nicht mehr kandidierte, konnte er bis zum 3. März 1919 nur die laufende Legislaturperiode im Kongress beenden. Nach dem Ende seiner Zeit im US-Repräsentantenhaus nahm Birch seine früheren Tätigkeiten wieder auf. Außerdem wurde er bei der Feuerversicherung, im Automobilgeschäft und im Bankgewerbe tätig. Im Jahr 1941 zog er sich in den Ruhestand zurück. Er starb am 25. Januar 1946 in Glen Ridge und wurde in Dover beigesetzt.